# Mantelletta

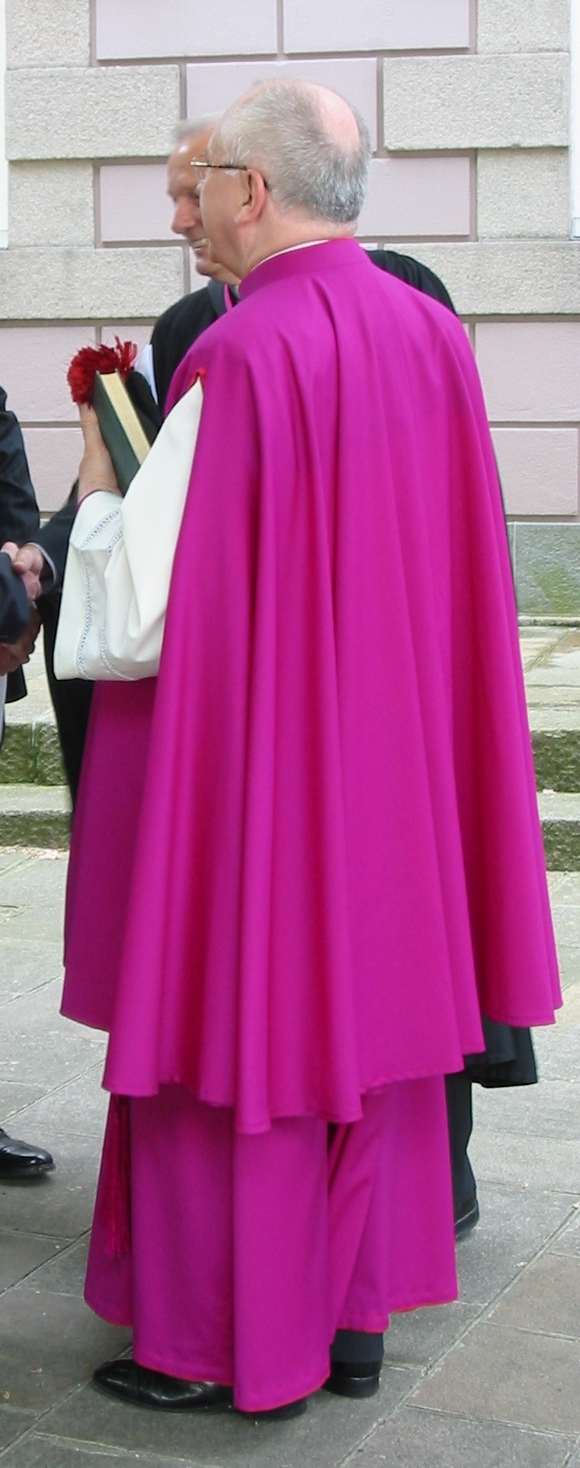
Mantelletta.

Inom romersk-katolska kyrkans latinska rit, av prelater brukad klädnad. Mantellettan är ett ärmlöst, knälångt, framtill uppskuret, kappliknande plagg i kordräktens färg. Dess funktion är att täcka rochetten. Då biskopar endast äger jurisdiktionsrätt över sitt eget stift, täckte biskopen fram till 1969 sin rochett så snart han lämnade sitt stift. Detsamma gällde abbotar utanför deras kloster. Biskopar utan ordinär jurisdiktion (vigbiskopar och hjälpbiskopar) täckte av samma skäl alltid rochetten med mantellettan. Inför påven täckte även kardinalerna rochetten. Fram till 1969 var den med mantelletta täckta rochetten i förening med avsaknad av pektoralkors det gängse kännetecknet för en monsignore iförd kordräkt.
Benedictus XVI:s bror, monsignor Georg Ratzinger, syntes vid de påvliga ceremonierna vanligtvis iförd mantelletta.